# Società Sportiva Felice Scandone 2004-2005
Questa voce raccoglie le informazioni riguardanti la  Società Sportiva Felice Scandone nelle competizioni ufficiali della stagione 2004-2005.

## Verdetti stagionali
Competizioni nazionali
- Serie A:
  - stagione regolare: 12º posto su 18 squadre (14/20)

## Stagione
La stagione 2004-2005 della Società Sportiva Felice Scandone sponsorizzata Air, è la 5ª nel massimo campionato italiano di pallacanestro, la Serie A.
All'inizio della nuova stagione la Lega Basket decise di modificare il regolamento riguardo al numero di giocatori extracomunitari consentiti per ogni squadra che così passò a tre.

## Roster
| Air Avellino 2004-05 | Air Avellino 2004-05 |
| Giocatori            | Staff tecnico        |
| -------------------- | -------------------- |

| N. | Naz.                                       | Ruolo | Nome                | Anno | Alt.   | Peso   |  |
| -- | ------------------------------------------ | ----- | ------------------- | ---- | ------ | ------ |  |
| 5  | Italia (bandiera)                          | P     | Maurizio Ferrara    | 1986 | 185 cm | 75 kg  |  |
| 6  | Spagna (bandiera)                          | G     | Nacho Rodilla       | 1974 | 192 cm | 87 kg  |  |
| 7  | Stati Uniti (bandiera)                     | G     | Nate Green          | 1977 | 195 cm | 85 kg  |  |
| 8  | Italia (bandiera)                          | GA    | Costantino Urciuoli | 1985 | 192 cm | 85 kg  |  |
| 9  | Argentina (bandiera) · Italia (bandiera)   | G     | Patricio Prato      | 1979 | 194 cm | 90 kg  |  |
| 10 | Stati Uniti (bandiera) · Italia (bandiera) | G     | Larry Middleton (C) | 1965 | 190 cm | 92 kg  |  |
| 11 | Stati Uniti (bandiera)                     | A     | Damon Williams      | 1973 | 200 cm | 92 kg  |  |
| 12 | Inghilterra (bandiera)                     | C     | Peter Ezugwu        | 1976 | 202 cm | 111 kg |  |
| 13 | Italia (bandiera)                          | G     | Pasquale Nigro      | 1984 | 190 cm | 85 kg  |  |
| 14 | Australia (bandiera) · Irlanda (bandiera)  | PG    | Damien Ryan         | 1979 | 194 cm | 92 kg  |  |
| 15 | Stati Uniti (bandiera)                     | C     | Chris Massie        | 1977 | 205 cm | 116 kg |  |
| 18 | Italia (bandiera)                          | GA    | Salvatore Parlato   | 1986 | 195 cm | 82 kg  |  |
| 20 | Svezia (bandiera)                          | AC    | Fredrik Jönzén      | 1978 | 203 cm | 104 kg |  |
| 20 | Germania (bandiera)                        | C     | Andreas Bloch       | 1982 | 206 cm |        |  |
|    | Italia (bandiera)                          | A     | Carlo Mariella      | 1982 | 182 cm | 80 kg  |  |
| -  | Italia (bandiera)                          | P     | Fabio Abbandonato   | 1988 | 180 cm |        |  |
| -  | Italia (bandiera)                          |       | Paolo Cantelmo      | 1986 |        |        |  |
| -  | Italia (bandiera)                          |       | Raffaele De Simone  | 1987 |        |        |  |
| -  | Italia (bandiera)                          |       | Marco Limongiello   | 1987 |        |        |  |

| Allenatore                                                                        |
| - Zare Markovski                                                                  |
| Assistente/i                                                                      |
| - Gianluca De Gennaro Legenda - (C) Capitano - (IN) Inattivo - Infortunato Roster |

### Staff tecnico e dirigenziale
- Allenatore: Zare Markovski
- Vice Allenatore: Gianluca De Gennaro
- Assistente: Antonello Pellecchia
- Preparatore Atletico: Maurizio Maietta
- Medico: Luciano Marino
- Medico: Gennaro Corbo
- Medico: Elia De Simone
- Massaggiatore: Gerardo Zeccardo

- Presidente: Carmine Cardillo
- Segretario Generale: Antonello Nevola
- Dirigente Accompagnatore: Gerardo Mariella
- Addetto agli Arbitri: Salvatore Mondo
- Relazioni Esterne: Salvatore Miano
- Segreteria: Benedetta Capaldo
- Resp. Settore Giovanile: Vincenzo Tedesco

## Mercato

### Sessione estiva
| Acquisti | Acquisti       | Acquisti          | Acquisti   | Acquisti |
| R.       | Nome           | da                | Modalità   |          |
| -------- | -------------- | ----------------- | ---------- | -------- |
| A        | Damon Williams | Robur Osimo       | definitivo |          |
| G        | Patricio Prato | Fortitudo Bologna | definitivo |          |
| AC       | Fredrik Jönzén | Cantabria         | definitivo |          |
| C        | Peter Ezugwu   | Inca              | definitivo |          |

| Cessioni | Cessioni          | Cessioni        | Cessioni       | Cessioni |
| R.       | Nome              | a               | Modalità       |          |
| -------- | ----------------- | --------------- | -------------- | -------- |
| GA       | Arijan Komazec    |                 | ritirato       |          |
| C        | Michele Maggioli  | Mens Sana Siena | fine prestito  |          |
| P        | Frédéric Forte    | Scafati Basket  | fine contratto |          |
| AG       | Paweł Storożyński | Digione         | fine contratto |          |
| C        | Harold Jamison    | Sopot           | fine contratto |          |

### Dopo l'inizio della stagione
| Acquisti | Acquisti      | Acquisti          | Acquisti        | Acquisti   |
| R.       | Nome          | da                | Data            | Modalità   |
| -------- | ------------- | ----------------- | --------------- | ---------- |
| C        | Andreas Bloch | Svendborg Rabbits | 8 ottobre 2004  | definitivo |
| G        | Nacho Rodilla | Free agent        | 25 ottobre 2004 | definitivo |

| Cessioni | Cessioni       | Cessioni   | Cessioni         | Cessioni    |
| R.       | Nome           | a          | Data             | Modalità    |
| -------- | -------------- | ---------- | ---------------- | ----------- |
| AC       | Fredrik Jönzén | Free agent | 29 novembre 2004 | rescissione |
| C        | Chris Massie   | Free agent | 18 marzo 2005    | rescissione |

## Risultati

### Regular season

#### Girone di andata
| Avellino 2 ottobre 2004, ore 18:30 1ª giornata | Scandone Avellino | 61 – 86 | Mens Sana Siena | PalaDelMauro |

| Milano 7 ottobre 2004, ore 20:30 2ª giornata | Olimpia Milano | 81 – 57 | Scandone Avellino | PalaLido |

| Cucciago 10 ottobre 2004, ore 18:15 3ª giornata | Pall. Cantù | 88 – 72 | Scandone Avellino | Mapooro Arena |

| Avellino 13 ottobre 2004, ore 20:30 4ª giornata | Scandone Avellino | 93 – 85 | Amici Pall. Udinese | PalaDelMauro |

| Jesi 17 ottobre 2004, ore 18:15 5ª giornata | Jesi Academy | 95 – 78 | Scandone Avellino | PalaTriccoli |

| Avellino 24 ottobre 2004, ore 18:15 6ª giornata | Scandone Avellino | 73 – 91 | Pall. Treviso | PalaDelMauro |

| Avellino 28 ottobre 2004, ore 20:30 7ª giornata | Scandone Avellino | 90 – 82 | Pall. Biella | PalaDelMauro |

| Pesaro 31 ottobre 2004, ore 18:15 8ª giornata | V.L. Pesaro | 99 – 66 | Scandone Avellino | Adriatic Arena |

| Avellino 7 novembre 2004, ore 18:15 9ª giornata | Scandone Avellino | 93 – 80 | Pall. Varese | PalaDelMauro |

| Teramo 14 novembre 2004, ore 18:15 10ª giornata | Teramo Basket | 98 – 82 | Scandone Avellino | PalaScapriano |

| Avellino 21 novembre 2004, ore 18:15 11ª giornata | Scandone Avellino | 84 – 78 | Pall. Reggiana | PalaDelMauro |

| Avellino 28 novembre 2004, ore 18:15 12ª giornata | Scandone Avellino | 88 – 83 | Viola R. Calabria | PalaDelMauro |

| Bologna 5 dicembre 2004, ore 18:15 13ª giornata | Fortitudo Bologna | 90 – 69 | Scandone Avellino | PalaDozza |

| Avellino 19 dicembre 2004, ore 18:15 14ª giornata | Scandone Avellino | 89 – 97 | Basket Livorno | PalaDelMauro |

| Roma 30 dicembre 2004, ore 20:30 15ª giornata | Virtus Roma | 81 – 77 | Scandone Avellino | PalaTiziano |

| Napoli 2 gennaio 2005, ore 12:00 16ª giornata | Basket Napoli | 82 – 89 | Scandone Avellino | PalaBarbuto |

| Avellino 9 gennaio 2005, ore 18:15 17ª giornata | Scandone Avellino | 87 – 90 | Pall. Roseto | PalaDelMauro |

#### Girone di ritorno
| Siena 16 gennaio 2005, ore 18:15 1ª giornata | Mens Sana Siena | 100 – 69 | Scandone Avellino | PalaEstra |

| Avellino 23 gennaio 2005, ore 18:15 2ª giornata | Scandone Avellino | 89 – 81 | Olimpia Milano | PalaDelMauro |

| Avellino 29 gennaio 2005, ore 18:30 3ª giornata | Scandone Avellino | 93 – 101 | Pall. Cantù | PalaDelMauro |

| Udine 6 febbraio 2005, ore 18:15 4ª giornata | Amici Pall. Udinese | 80 – 67 | Scandone Avellino | PalaCarnera |

| Avellino 13 febbraio 2005, ore 18:15 5ª giornata | Scandone Avellino | 87 – 75 | Jesi Academy | PalaDelMauro |

| Treviso 27 febbraio 2005, ore 17:30 6ª giornata | Pall. Treviso | 99 – 57 | Scandone Avellino | Palaverde |

| Biella 6 marzo 2005, ore 18:15 7ª giornata | Pall. Biella | 97 – 107 | Scandone Avellino | Palasport Biella |

| Avellino 13 marzo 2005, ore 18:15 8ª giornata | Scandone Avellino | 75 – 73 | V.L. Pesaro | PalaDelMauro |

| Varese 20 marzo 2005, ore 17:30 9ª giornata | Pall. Varese | 81 – 91 | Scandone Avellino | PalaWhirlpool |

| Avellino 26 marzo 2005, ore 20:30 10ª giornata | Scandone Avellino | 97 – 88 | Teramo Basket | PalaDelMauro |

| Reggio Calabria 10 aprile 2005, ore 18:15 12ª giornata | Viola R. Calabria | 99 – 82 | Scandone Avellino | PalaCalafiore |

| Reggio Emilia 13 aprile 2005, ore 20:30 11ª giornata | Pall. Reggiana | 93 – 77 | Scandone Avellino | PalaBigi |

| Avellino 17 aprile 2005, ore 18:15 13ª giornata | Scandone Avellino | 81 – 69 | Fortitudo Bologna | PalaDelMauro |

| Livorno 20 aprile 2005, ore 20:30 14ª giornata | Basket Livorno | 92 – 98 | Scandone Avellino | PalaLivorno |

| Avellino 24 aprile 2005, ore 19:15 15ª giornata | Scandone Avellino | 66 – 85 | Virtus Roma | PalaDelMauro |

| Avellino 27 aprile 2005, ore 20:30 16ª giornata | Scandone Avellino | 67 – 83 | Basket Napoli | PalaDelMauro |

| Roseto degli Abruzzi 30 aprile 2005, ore 20:30 17ª giornata | Pall. Roseto | 113 – 86 | Scandone Avellino | PalaMaggetti |